# DJ Skillz
DJ Skillz, de son vrai nom Jimmy Da Costa Santos, né en 1984, est un disc jockey français originaire de Biarritz, qui a remporté plusieurs championnats français et mondiaux de turntablism, dont trois fois d'affilée le championnat du monde DMC.

## Biographie
Il est originaire du quartier Pétricot à Biarritz,. Il est influencé dès son adolescence par Cut Killer. Il faisait aussi du skateboard et dans ce cadre des DJs venaient fréquemment réaliser des sets hip-hop. Ces éléments l'ont amené à s'impliquer dans le monde du scratch dans les années 2000 et à s'éloigner des compétitions de skate,. Il devient DJ vers 20 ans. Son nom de DJ est inspiré du morceau Skills de Gang Starr, groupe de hip-hop américain qu'il admire, composé du rappeur Guru et de DJ Premier.
En 2007, il commence les compétitions de scratch, ce qui lui permet d'évoluer techniquement et musicalement. Dès 2010, il est suffisamment reconnu pour obtenir le soutien de sponsors. Il participe à différentes compétitions en France, qu'il gagne à plusieurs reprises, mais aussi au niveau international où il atteint deux fois le podium, avant d'obtenir en 2015 son premier titre de champion du monde, décerné par l'International DJ Association, dans la catégorie « technique »,. La même année, il termine quatrième du championnat mondial DMC. Puis, deuxième en 2017. Il devient finalement champion du monde DMC en 2018, puis en 2019, et le restera lors de l'édition de 2020.
Dans une interview à Starwax magazine, il explique : « Les championnats m’ont fait beaucoup avancer dans mon style de musique, je suis passé du hip hop à des sonorités plus électro, mêlant dans mes routines des sons trap, glitch hop ou encore dubstep.»
Parmi ses influences, il mentionne : Netik, Troubl, Unkut, D-Styles, Ligone, LL Cool DJ, Rafik, Craze, I-emerge.
Il a créé le groupe Sumerz avec KTDR1,. Il forme depuis 2016 un duo avec le beatmaker Sayan. Il fait partie du label Château Bruyant.
En 2017, il participe au festival Garorock. En juin 2018, il intervient parmi quelques artistes, à Nantes, à la journée de clôture organisée dans 5 villes françaises pour la troisième édition des « Rendez-vous Hip Hop » soutenue par les ministères de la Culture et de l'Education,. En septembre 2019, il organise à Biarritz le championnat de France DMC, qui est remporté par L.Atipik, première femme DJ à obtenir le titre. En octobre de la même année, il est l'invité de l'émission Cut Killer Show sur Skyrock.

## Récompenses

### Titres français
Il remporte deux fois le Championnat national DMC en 2010 et 2011, catégorie « individuel », mais également en 2011 la Coupe de France DMC. La même année il remporte le championnat de l'IDA (International DJ Association), en « battle »,. Il a été au total 9 fois champion de France, toutes compétitions confondues,.

### Titres internationaux

#### Championnat du monde de l'International DJ Association
- 2011 :  Deuxième place, catégorie « technique »[7]
- 2013 :  Troisième place, catégorie « technique »[7]
- 2015 :  Vainqueur, catégorie « technique »[1]
- 2016 :  Deuxième place, catégorie « show », avec Mendosam et KTDR1[7]

#### Championnat du monde DMC
- 2017 :  Deuxième place au championnat du monde DMC en individuel[8]
- 2018 :  Vainqueur, catégorie « individuel »[18],[19], et catégorie « online »[10]
- 2019 :  Vainqueur, catégorie « individuel »[20]
- 2020 :  Vainqueur, catégorie « individuel »[9]

## Discographie
Quelques mixtapes et remixes de DJ Skillz, dans un style de musique électronique, parfois en duo avec Sayan, sont publiés sur la plateforme SoundCloud, notamment par les labels Château Bruyant et Gold Digger.
En février 2020, dans un style hip-hop, paraît la mixtape vol.1 du label Goodmood, mixée par DJ Skillz, et disponible en streaming ou sur diverses plateformes musicales.
Fin 2020, il sort un vinyle de scratch, "You Know My Skillz", chez Beatsqueeze Records.